# Parafia św. Mikołaja w Stawie
Parafia Świętego Mikołaja w Stawie – parafia rzymskokatolicka należąca do dekanatu Opatówek diecezji kaliskiej. Została utworzona w 1342. Mieści się przy Placu Wolności. Prowadzą ją księża diecezjalni.